# Народна партія за реформи та демократію
Народна партія за реформи та демократію (фр. Parti du Peuple pour la Reconstruction et la Démocratie; (PPRD)) — соціал-демократична політична партія Демократичної Республіки Конго, головою якої є колишній президент країни Жозеф Кабіла.